# Rouville (Seine-Maritime)
Rouville é uma comuna francesa na região administrativa da Normandia, no departamento de Sena Marítimo. Estende-se por uma área de 9,61 quilômetros quadrados. Em 2010 a comuna tinha 618 habitantes (densidade: 64,3 hab./km²).